# Давид Моберґ Карлссон
Давид Моберґ Карлссон (швед. David Moberg Karlsson, нар. 20 березня 1994, Марієстад) — шведський футболіст, півзахисник і нападник клубу «Норрчепінг».
Виступав за національну збірну Швеції.

## Клубна кар'єра
Народився 20 березня 1994 року в місті Марієстад. Вихованець юнацьких команд «Б'єрсетерс» та «Марієстад».
У дорослому футболі дебютував 2009 року виступами за головну команду «Марієстада». 2011 року пепрейшов до «Гетеборга», де провів три роки і ставав володарем Кубка Швеції.
2013 року контракт із юним гравцем уклав англійський «Сандерленд», в іграх чемпіонату за який так і не дебютував, натомість декілька матчів провів на правах оренди у складі шотландського «Кілмарнока».
У 2014–2018 роках продовжував кар'єру у скандинавських командах — спочатку у данському «Норшелланні», а згодом на батьківщині у складі «Норрчепінга».
З 2018 року три сезони захищав кольори празької «Спарти», у складі якої вигравав Кубка Чехії.
Протягом 2022—2023 років пограв у Японії, де у складі «Урава Ред Даймондс» вигравав Суперкубок Японії, а також Ліги чемпіонів АФК.
2023 року перебрався на правах оренди до грецького «Аріса».

## Виступи за збірні
2009 року дебютував у складі юнацької збірної Швеції (U-17), загалом на юнацькому рівні взяв участь у 17 іграх, відзначившись 6 забитими голами.
Протягом 2015–2017 років залучався до складу молодіжної збірної Швеції. На молодіжному рівні зіграв у 6 офіційних матчах, забив 3 голи.
У 2017–2018 роках провів три матчі у складі національної збірної Швеції, відзначившись забитим голом у її складі.

## Титули і досягнення
- Володар Кубка Швеції (1):

«Гетеборг»: 2012-2013
- Володар Кубка Чехії (1):

«Спарта» (Прага): 2019-2020
- Володар Суперкубка Японії (1):

«Урава Ред Даймондс»: 2022
- Клубний чемпіон Азії (1):

«Урава Ред Даймондс»: 2022